# Muscovite Lakes Park
Der Muscovite Lakes Park ist ein 5708 Hektar großer Provinzpark im nördlichen Landesinneren der kanadischen Provinz British Columbia, im Peace River Regional District.

## Anlage
Der Muscovite Lakes Park liegt ca. 135 km nördlich von Mackenzie, südlich des Omineca Arm, einem westlichen Seitenarm des Williston Lakes. Der Park liegt in den Ausläufern der Omineca Mountains und ist über die Finlay Forest Service Road vom Highway 97 aus zu erreichen.
Bei dem Park handelt es sich um ein IUCN-Schutzgebiet der Kategorie II (Nationalpark). Dieser Park ist in erster Linie ein Wildnisgebiet.

## Geschichte
Er wurde am 11. April 2001 im Rahmen des Mackenzie Land and Resource Management Plan als Schutzgebiet ausgewiesen und ist einer der jüngeren der Provincial Parks in British Columbia.
Wie jedoch bei fast allen Provinzparks in British Columbia gilt auch für diesen, dass er lange bevor die Gegend von Einwanderern besiedelt oder sie Teil eines Parks wurde, sie Siedlungs- und/oder Jagd-/Fischereigebiet verschiedener Stämme der First Nations, hier hauptsächlich vom Volk der Sekani, war. Bisher wurden im Park jedoch keine kulturellen Artefakte der First Nations identifiziert.

## Flora und Fauna
Das Ökosystem von British Columbia wird mit dem Biogeoclimatic Ecological Classification (BEC) Zoning System in verschiedene biogeoklimatische Zonen eingeteilt. Biogeoklimatische Zonen zeichnen sich durch ein grundsätzlich identisches oder sehr ähnliches Klima sowie gleiche oder sehr ähnliche biologische und geologische Voraussetzungen aus. Daraus resultiert in den jeweiligen Zonen dann auch ein sehr ähnlicher Bestand an Pflanzen und Tieren. Innerhalb des Ökosystems von British Columbia wird das Parkgebiet der Sub-Boreal spruce Zone zugeordnet (SBS mk2).
Der Park schützt eines der wenigen verbliebenen Verbreitungsgebiete der subborealen Fichte im Parsnip Trench. Zu den weiteren Besonderheiten des Parks gehören die fischfreien Seen.